# (23186) 2000 PO8
2000 بي أو 8 (ويعرف أيضًا باسم (23186) 2000 بي أو 8 وفق تسمية الكوكب الصغير) (بالإنجليزية: 2000 PO8)‏ هو كويكب ضمن حزام الكويكبات؛ وترتيبه 23186 من حيث الاكتشاف.
اكتُشف هذا الجُرم الفلكي بواسطة William G. Dillon ‏ في 6 أغسطس 2000.

## وصلات خارجية
- (23186) 2000 PO8 في قاعدة بيانات مختبر الدفع النفاث لأجرام النظام الشمسي الصغيرة

- الاكتشاف · مخطط المدار ·  العناصر المدارية · المعلمات المادية

- (23186) 2000 PO8 على موقع ويكي سكاي: DSS2, SDSS, GALEX, IRAS, Hydrogen α, X-Ray, Astrophoto, Sky Map, Articles and images